# Veere
Veere (Zeeuws: (Ter) Veere) er en kommune og en by, beliggende på øen Walcheren i den sydlige provins Zeeland i Nederlandene.

## Kernen
De gemeente Veere omvat dertien kernen. Het aantal inwoners per woonkern op 1 januari 2015:
| Koudekerke  | 3482 |
| Westkapelle | 2666 |
| Oostkapelle | 2434 |
| Serooskerke | 1773 |
| Veere       | 1632 |
| Domburg     | 1553 |
| Aagtekerke  | 1536 |

| Zoutelande    | 1487 |
| Meliskerke    | 1460 |
| Grijpskerke   | 1409 |
| Vrouwenpolder | 1073 |
| Biggekerke    | 930  |
| Gapinge       | 488  |
|               |      |

Kommunen har også følgende steder: Boudewijnskerke, Buttinge, Dishoek, Geldtienden, Groot Valkenisse, Hoogelande, Klein Valkenisse, Krommenhoeke, Mariekerke, Molembaix, Molenperk, Poppendamme, Sint-Jan ten Heere og Sint Janskerke.